# Otrioneo
Otrioneo (en griego antiguo: Ὀθρυονεύς) en la literatura de la mitología griega era un pretendiente de la princesa Casandra de Troya durante la guerra de Troya, mencionado en un fragmento por Homero en la Ilíada.
Otrioneo era de la población de Cabesos (Kavissos), un sitio Homérico sobre cuya ubicación ha habido desacuerdos desde tiempo antiguo, algunas fuentes sugirien que es un sitio en la Troad, y otros señalan que el nombre es muy similar al del sitio antiguo de Kavissos, hoy cercano Feres cercano Evros. Otrioneo había participado en la guerra de Troya con el propósito único de casarse con la hija del rey Príamo, "la adorable" Casandra, según Homero, y al cual el Rey había asentido. En la Ilíada, es asesinado durante la batalla naval por Idomeneo.